# Gerente del Año de la LPB de Venezuela
El premio Gerente del Año es un galardón otorgado cada año al gerente más sobresaliente en la Liga Profesional de Baloncesto de Venezuela (LPB). Desde 2009, este reconocimiento se decide a través de cuatro votos, tres de los miembros de la Comisión Técnica y uno del fundador y asesor de la LPB, Leonardo Rodríguezpor.
Entre los requisitos para aspirar al premio se debe haber mostrado una conducta intachable durante la temporada y, adicionalmente, realizar las gestiones administrativas impecablemente en relación con el tiempo y procedimientos que dicta el Reglamento General. También, mostrar una actitud proactiva en favor de los objetivos alcanzados por la LPB.
El primero en recibirlo fue Rostin González, que ya acumula 3 galardones (2 de manera consecutiva).
Para la 2015-2016 de acuerdo al Reglamento General del circuito profesional, la escogencia se decide a través de los votos de la Comisión Técnica, integrada por José Rafael Gómez, Julio Mogollón y Manuel Fuentes.

## Lista de ganadores al premio
| Temporada | Gerente              | Equipo                 |
| --------- | -------------------- | ---------------------- |
| 2009      | Rostin González      | Cocodrilos de Caracas  |
| 2010      | Gianni Patiño        | Marinos de Anzoátegui  |
| 2011      | Desierto             | Desierto               |
| 2012      | Argenis Martínez     | Gigantes de Guayana    |
| 2013      | Alberto Díaz         | Bucaneros de La Guaira |
| 2014      | Rostin González      | Cocodrilos de Caracas  |
| 2015      | Rostin González      | Cocodrilos de Caracas  |
| 2015-16   | Armando Rodríguez    | Toros de Aragua        |
| 2017      | José David Hernández | Guaros de Lara         |
| 2018      | José David Hernández | Guaros de Lara         |
| 2019      | Desierto             | Desierto               |
| 2020      | Desierto             | Desierto               |
| 2021-I    | Desierto             | Desierto               |
| 2021-II   | Desierto             | Desierto               |
| 2022      | Desierto             | Desierto               |
| 2023      | Desierto             | Desierto               |
| 2024      | Desierto             | Desierto               |
| 2025      | Desierto             | Desierto               |